# ボリビアの国道
ボリビアの国道は、ボリビアの国家が管理する道路で、国の基本交通網を成す。
2010年11月時点において、総延長は69,820Kmとなっている。
| アスファルト区間 | 高速道路 | 複線区間（自動車道） | 砂利区間  | 土区間    |
| ---------------- | -------- | -------------------- | --------- | --------- |
| 10,041 Km        | 30 Km    | 108 Km               | 27,928 Km | 37,969 Km |

45の国道が制定されており（2009年時点）、1-99の番号を用いて、公式には "F-??" と表記される。国道にはこの番号を表記した標識が立てられている。標識は、上部に大文字で"BOLIVIA"と表記され、その下に国道番号が記されている。国道番号は整備完了の順番に従って番号が振られた。

## 主要国道の一覧
| 標識 | 路程 |
| ---- | --- |
|      | ペルー国境, デスアグアデーロ (Desaguadero) - グアキ (Guaqui) - ラハ (Laja) (F-42) - エル・アルト (F-2, F-3, F-19) - パタカマヤ (Patacamaya) (F-4) - カラコーリョ(Caracollo) (F-44, F-4) - オルロ (F-31, F-12) - マチャカマルキタ (Machacamarquita) (F-6) チャリャパタ (Challapata) (F-30) - ポトシ (F-5) - クチュ・インヘニオ (Cuchu Ingenio) (F-14) - ラス・カレーラス (Las Carreras) (F-20) - タリハ - クルセ・パナメリカーノ (Cruce Panamericano) (F-11) - パドカヤ (Padcaya) (F-28) - ベルメホ (Bermejo) (F-33), アルゼンチン国境 |
|      | コパカバーナ (Copacabana) - エル・アルト |
|      | ラパス-コロイコ (Coroico) - カラナビ (Caranavi - サン・イグナシオ・デ・モホス (San Ignacio de Moxos) - トリニダ |
|      | タンボ・ケマード (Tambo Quemado) - パタカマヤ (Patacamaya) - カラコーリョ (Caracollo) - シペ・シペ (Sipe Sipe) - コチャバンバ市街地 - ビリャ・トゥナーリ (Villa Tunari) - サン・フアン・デ・ヤパカーニ - サンタ・クルス市街地 - サン・ホセ・デ・チキートス (San José de Chiquitos) - プエルト・スアーレス (Puerto Suárez) |
|      | ラ・パリサーダ (La Palizada) - サイピーナ (Saipina) - アイキレ (Aiquile) - スクレ - ヨヤラ (Yoyala) - ベタンソス (Betanzos) - ポトシ - ウユニ - 国境 |
| F-6  | 国境, ビリャソン (Villazón) - ボユイベ (Boyuibe) - カミリ (Camiri) - モンテアグード (Monteagudo) - ヤンパラエス (Yamparaez) - スクレ - オクリー (Ocurí) - ウンシア (Uncia) - リャリャグア (Llallagua) - シグロ・ベインテ (Siglo XX) - マチャカマルカ (Machacamarca) |
| F-7  | コチャバンバ - コマラパ (Comarapa) - アンゴストゥーラ (Angostura) - ラ・グアルディア (La Guardia) - 国道9号に合流 |
|      | グアヤラメリン (Guayaramerín) - リベラルタ - レイェス (Reyes) - ユクモ (Yucumo) |
|      | ヤクイバ (Yacuiba) - ビジャモンテス (Villamontes) - ボユイベ (Boyuibe) - サンタ・クルス - コトカ (Cotoca) - トリニダ - プエルト・ウスタレス (Puerto Ustarez) |
| F-10 | サン・マティーアス (San Matías) - サン・イグナシオ・デ・ベラスコ (San Ignacio de Velasco) - コンセプション (Concepción) - サン・ハビエル (San Javier) - ミネーロス (Mineros) - ピライ入植地 |

## 国道1号
ボリビア国道1号線は、総延長 1215kmで、ラパス県、オルロ県、ポトシ県、チュキサカ県、タリハ県を通り、ペルー国境のデスアグアデロ (Desaguadero) からアルゼンチン国境のベルメホ (Bermejo)を結ぶ。
全区間がアスファルト化されている。
アルゼンチン側では、アルゼンチン国道50号線と接続している。
この道路は、1998年8月31日に法令25,134号によって国家基本交通網の一つに定められた。

### 通過都市

#### ラパス県
- 0km: デスアグアデーロ (Desaguadero)
- 24km: グアキ (Guaqui)
- 95km: ラパス
- 193km: パタカマヤ (Patacamaya)
- 214km: シカシーカ (Sicasica)
- 220km: ラウチャカ (Lauchaca)

#### オルロ県
- 283km: カラコリョ (Caracollo)
- 324km: オルロ
- 354km: マチャカマルカ (Machacamarca)
- 377km: ポオポ
- 404km: パスニャ (Pazña)
- 440km: チャリャパタ (Challapata)

#### ポトシ県
- 643km: ポトシ

#### チュキサカ県
- 826km: カマルゴ (Camargo)

#### タリハ県
- 1,005km: タリハ
- 1,215: ベルメホ (Bermejo)

## 国道2号
ボリビア国道2号線は、総延長155kmで、ラパス県西部を走る。ペルー国境のカサニ（Kasani）とラパスを結ぶ。
全区間アスファルト化されている。
この道路は、1998年8月31日に法令25,134号によって国家基本交通網の一つに定められた。

### 通過都市
本線が通過する人口1,000以上の都市を北西から南西の順に記す。

#### ラパス県
- 8km: コパカバーナ
- 85km: ウアリーナ (Huarina)
- 105km: バタージャス (Batallas)
- 155km: エル・アルト

## 国道3号
ボリビア国道3号線は、総延長602kmで、ラパス県、ベニ県を走る。
ラパスとトリニダを結ぶ。
この道路は、1998年8月31日に法令25,134号によって国家基本交通網の一つに定められた。

### 通過都市
本線が通過する人口1,000以上の都市を南西から北東の順に記す。

#### ラパス県
- 0km: ラパス
- 80km: コロイコ (Coroico)
- 160km: カラナビ (Caranavi)

#### ベニ県
- 321km: ユクモ (Yucumo)
- 372km: サン・ボルハ (San Borja)
- 510km: サン・イグナシオ・デ・モホス (San Ignacio de Moxos)
- 602km: トリニダ

## 国道4号

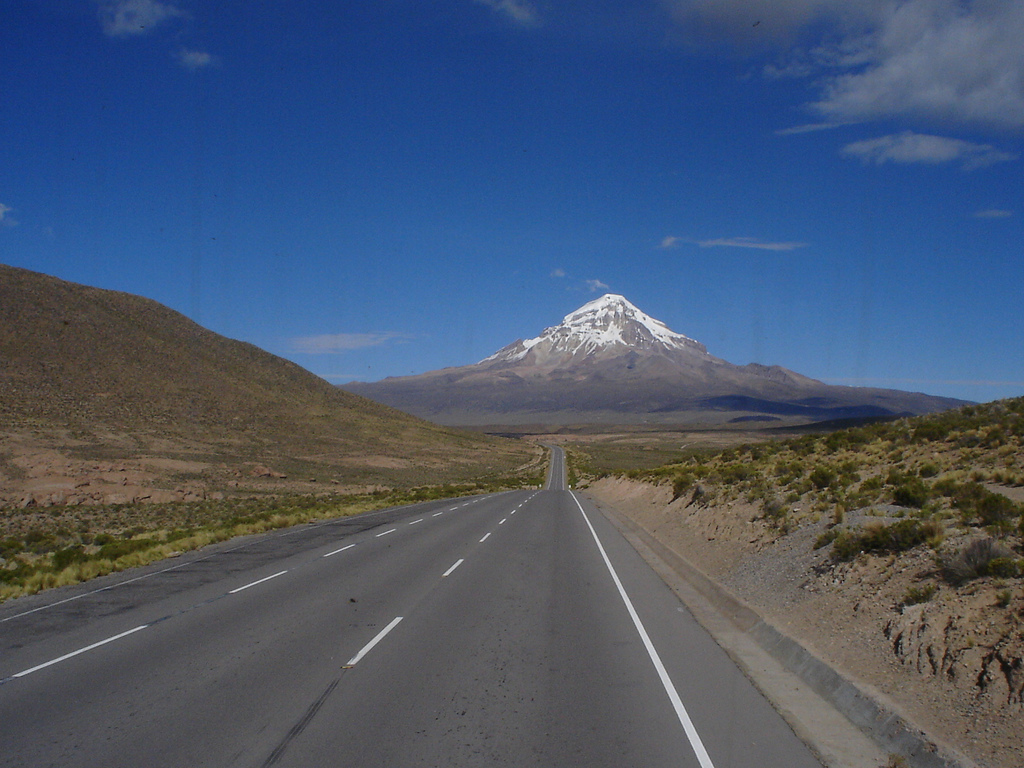
タンボ・ケマド付近の国道4号

ボリビア国道4号線は、総延長1,657kmで、国を東西に横断している。オルロ県、ラパス県、コチャバンバ県、サンタクルス県を通り、チリ国境のタンボ・ケマード（Tambo Quemado）からブラジル国境のプエルト・ブッシュ（Puerto Busch）近郊にあるコンセプシオン川（Concepción）を結ぶ。
チリ側ではチリ11号線（Ruta 11-CH）に接続する。
パタカマヤ (Patacamaya) からカラコリョ（Caracollo）までの90kmの区間は、国道1号を通る。
この道路は、1998年8月31日に法令25,134号によって国家基本交通網の一つに定められた。

### 通過都市
本線が通過する人口1,000以上の都市を西から東の順に記す。

#### オルロ県
- 93km: クラウアーラ・デ・カランガス（Curahuara de Carangas）

#### ラパス県
- 189km: パタカマヤ（Patacamaya）

#### オルロ県
- 189km: カラコリョ (Caracollo)

#### コチャバンバ県
- 339km: パロターニ（Parotani）
- 345km: シペ・シペ（Sipe Sipe）
- 357km: ビント (Vinto)
- 364km: キラコリョ（Quillacollo）
- 377km: コチャバンバ
- 393km: サカバ（Sacaba）
- 430km: コロミ （Colomi）
- 539km: ビジャ・トゥナーリ（Villa Tunari）
- 573km: チモレー（Chimoré）

#### サンタ・クルス県
- 715km: ビジャ・ヘルマン・ブッシュ（Villa Germán Busch）
- 724km: サンフアン・デ・ヤパカニ
- 746km: ブエナ・ビスタ（Buena Vista）
- 797km: モンテロ
- 821km: ワルネス（Warnes）
- 852km: サンタ・クルス・デ・ラ・シエラ
- 870km: コトカ（Cotoca）
- 899km: プエルト・パイラス（Puerto Pailas）
- 913km: パイロン（Pailón）
- 1.129km: サン・ホセ・デ・チキートス（San José de Chiquitos）
- 1.261km: ロボレー（Roboré)
- 1.500km: プエルト・スアーレス（Puerto Suárez）

## 国道5号
ボリビア国道5号線は、総延長896kmで、サンタクルス県、コチャバンバ県、チュキサカ県、ポトシ県を通り、国道7号のラ・パリサーダ（La Palizada）とチリ国境の60番境界とを結ぶ。
この道路は、1998年8月31日に法令25,134号によって国家基本交通網の一つに定められた。

### 通過都市
本線が通過する人口1,000以上の都市を北東から南西の順に記す。

#### サンタ・クルス県
- 42km: サイピーナ (Saipina)

#### コチャバンバ県
- 129km: アイキレ (Aiquile)

#### チュキサカ県
- 269km: スクレ

#### ポトシ県
- 407km: ベタンソス (Betanzos)
- 438km: ポトシ
- 535km: ポルコ (Porco)
- 646km: ウユニ

## 国道6号
ボリビア国道6号線は、総延長976kmで、チュキサカ県、サンタクルス県、ポトシ県、オルロ県を通り、パラグアイ国境のビリャソン（Villazón）と国道1号のマチャカマルカ（Machacamarca）を結ぶ。
スクレより東側の区間は、1998年8月31日に法令25,134号によって国家基本交通網の一つに定められた。
また、スクレより西側の区間は、2001年5月23日の2,204号法律によって国家基本交通網に加えられた。

### 通過都市
本線が通過する人口1,000以上の都市を、南東から北西の順に記す。

#### チュキサカ県
1,000人以上の人口を持つ都市は通過しない。

#### サンタ・クルス県
- 128km: ボユイベ (Boyuibe)
- 196km: カミリ (Camiri)

#### チュキサカ県
- 326km: モンテアグード (Monteagudo)
- 456km: パディージャ (Padilla)
- 488km: トミーナ (Tomina)
- 531km: スダニェス (Zudañez)
- 576km: タラブコ
- 615km: ヤンパラエス (Yamparaez)
- 643km: スクレ

#### ポトシ県
- 703km: ラベーロ (Ravelo)
- 720km: オクリ (Ocurí)
- 885km: ウンシア (Uncía)
- 898km: リャリャグア (Llallagua)
- 905km: シグロ・ベインテ (Siglo XX)

#### オルロ県
- 954km: ウアヌニ（Huanuni）
- 976km: マチャカマルカ（Machacamarca）

## 国道7号
ボリビア国道7号線は、総延長488kmで、大部分が舗装されている。
ボリビアの中央部を走り、コチャバンバ県とサンタクルス県にまたがっている。コチャバンバとサンタ・クルス・デ・ラ・シエラ市街地に近い国道9号のエル・カルメン（El Carmen）を結ぶ。
この道路は、1998年8月31日に法令25,134号によって国家基本交通網の一つに定められた。

### 通過都市
本線が通過する人口1,000以上の都市を西から東の順に記す。

#### コチャバンバ県
- 0km: コチャバンバ
- 33km: トラータ （Tolata)
- 40km: サン・ベニート（San Benito)
- 43km: パラカヤ（Paracaya）（プナタ（Punata））

#### サンタ・クルス県
- 261km: コマラパ (Comarapa)
- 366km: マイラナ (Mairana)
- 382km: サマイパタ (Samaipata)
- 481km: ラ・グアルディア (La Guardia)
- 488km: エル・カルメン (El Carmen)

## 国道8号
ボリビア国道8号線は、総延長696kmの砂利道である。ボリビア北部のベニ県内を走り、グアヤラメリン (Guayaramerín)と国道3号のユクモ (Yucumo)を結ぶ。
マモレ川を挟んでブラジル国境となっている。
この道路は、1998年8月31日に法令25,134号によって国家基本交通網の一つに定められた。

### 通過都市
本線が通過する人口1,000以上の都市を北から南の順に記す。
- 0km: グアヤラメリン (Guayaramerín)
- 86km: リベラルタ
- 499km: サンタ・ロサ・デ・ヤクマ (Santa Rosa de Yacuma)
- 571km: レイジェス (Reyes)
- 596km: ルレナバケ (Rurrenabaque)
- 696km: ユクモ (Yucumo)

## 国道9号
ボリビア国道9号線は、アルゼンチン国境のヤクイバ (Yacuiba)とベニ県のプエルト・ウスタレス (Puerto Uztares)を結ぶ。
ほぼ全区間に渡って舗装されているが、トリニダとプエルト・ウスタレスの間は砂利道である。
しかし、「両大洋間横断道路（北道）」の一部として、舗装が計画されている。

## 国道10号
ボリビア国道10号線は、総延長774kmで、ボリビア東部のサンタクルス県を走る。
ブラジル国境のサン・マティーアス（San Matías）とコロニア・ピライー（Colonia Piraí）を結ぶ。
サン・ラモン（San Ramón）とロス・トロンコス（Los Troncos）地域の54kmは国道9号を使う。
ブラジル国境より先は、ブラジル070号線 (BR-070)に接続し、ブラジリアまで続く。
サン・マティーアスからグアビラー (Guabirá)までの東西の区間は、1998年8月31日に法令25,134号によって国家基本交通網の一部に定められた。
北に延びるコロニア・ピライまでの残りの区間は、2002年7月19日の法令26,709号によって国家基本交通網に含められた。
2007年12月16日に、ボリビア、ブラジル、チリの3国はラパスにおいて署名をし、この道路を「大洋間横断道路」の一部とする事に合意している。

### 通過都市
本線が通過する人口1,000以上の都市を記す。
- 0km: サン・マティーアス（San Matías）
- 310km: サン・イグナシオ・デ・ベラスコ（San Ignacio de Velasco）
- 392km: サンタ・ロサ・デ・ラス・ロカ（Santa Rosa de las Roca）
- 474km: コンセプシオン（Concepción）
- 535km: サン・ハビエル（San Javier）
- 560km: サンタ・ロサ・デ・ラ・ミナ（Santa Rosa de la Mina）
- 577km: サン・ラモン（San Ramón）
- 607km: オキナワ
- 620km: ロス・チャコス（Los Chacos）
- 648km: グアビラ（Guabirá)
- 661km: ヘネラル・サアベドラ（General Saavedra）
- 675km: ミネーロス（Mineros）

## 国道14号

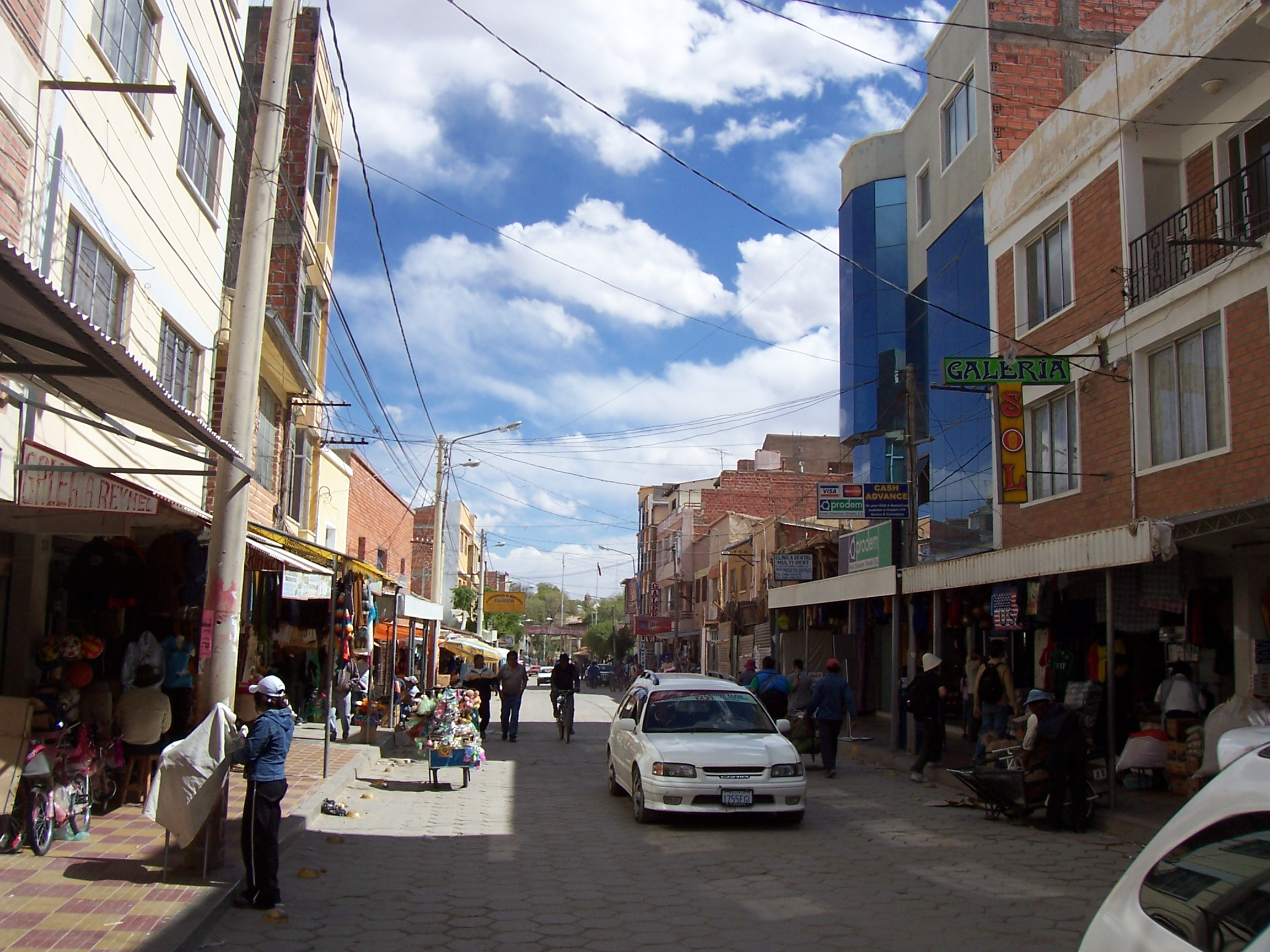
ビリャソンを通る国道14号

ボリビア国道14号線は、総延長396kmで、ポトシ県の東部を走る。
アルゼンチン国境のビリャソン (Villazón)と国道1号のクチュ・インヘニオ (Kuchu Ingenio)を結ぶ。
2009年にアスファルト化が始まり、110mの橋を架けて近道が作られた。
このアスファルト化は2010年9月30日に終わった。
この道路はアルティプラーノにあり、海抜が2,000m以上の場所にある。
アルゼンチン側ではアルゼンチン国道9号に接続している。
この道路は、1998年8月31日に法令25,134号によって国家基本交通網の一つに定められた。

### 通過都市
本線が通過する人口1,000以上の都市を南から北の順に記す。

#### ポトシ県
- 0km: ビリャソン (Villazón)
- 92km: トゥピサ (Tupiza)
- 179km: サンティアーゴ・デ・コタガイタ (Santiago de Cotagaita)
- 396km: クチュ・インヘニオ (Cuchu Ingenio)